# Levierella perserrata
Levierella perserrata är en bladmossart som beskrevs av Potier de la Varde och J. Leroy 1947. Levierella perserrata ingår i släktet Levierella och familjen Fabroniaceae. Inga underarter finns listade i Catalogue of Life.